# Вихрова кератопатия
Вихровата кератопатия, наричана още Флейшерова вихрушка, венечна роговица или на латински: keratopathia verticillata, cornea verticillata е двустранно-проявен синдром в офталмологията, характеризиращ се с роговични депозити на ниво базален епител. Те образуват златисто-кафяв модел, чиито завитушки в посока на часовниковата стрелка напомнят вихрушка или водовъртеж в долната интерпалпебрална част на роговицата. Тази конфигурация до голяма степен представя и модела на растеж и регенерация на роговичния епител. Това състояние се проявява като усложнение при болестта на Fabry или като страничен ефект на дълготрайна употреба на медикамента амиодарон.

## Етиопатогенеза
Вихровата кератопатия се счита за медикаментозно-индуцирана липидоза.
Различни лекарства се свързват с клетъчните липиди на базалния епителен слой на роговицата поради техните катионни амфифилни свойства. На клетъчно ниво се открива интрализозомално натръпване на липиди, тъй като тези комплекси не могат да бъдат метаболизирани от лизозомната фосфолипаза. Амиодарон, антиаритмично лекарствено средство, е най-честата причина за вихрова кератопатия. 69% до 100% от пациентите, приемащи 200 мг до 2400 мг дневно развиват това състояние в рамките на четири до шест месеца. По-рядко такъв страничен ефект имат хлорохин, хидроксихлороквин, индометацин и фенотиазин, аминоквинолон, тамоксифен, атоваквон, тилорон. Системните медикаменти достигат роговицата чрез слъзния филм, вътреочната течност и лимбалната съдова мрежа. Достъпът чрез филма води до отлагане в епитела (особено пруи употреба на контактни лещи), от лимбалната васкулатурата – в стромата, а от вътреочната течност в ендотел, епител и строма.
Болестта на Фабри е генетична кумулативна гликолипидоза с честота 1:40 000, причинена от дефицит на ензима алфа-галактозидаза А (alpha-Gal А). При нея освен вихрова кератопатия, пациентите често имат силна болка в крайниците и характерни кожни лезии (ангиокератоми). През третото или четвъртото десетилетие от живота се появяват по-тежки последици от заболяването – прогресивни сърдечно-съдови, бъбречни и мозъчно-съдови усложнения (гърчове и инсулти). Някои хетерозиготни женски носители на alpha-Gal A дефект могат да изразяват различни степени на заболяването като здрави преносители.

## Клинична картина
Необичайно е тези депозити да доведат до намаляване на зрителната острота или някакви други очни симптоми, но някои пациенти все пак описват ореоли и цветни пръстени около светлини. Това нерядко е първи симптом на катаркта, като е възможно медикаментът да предизвиква тази катаракта.

## Диагноза и Диференциална диагноза
Достатъчни за диагностицирането на keratopathia verticillata са анамнезата и биомикроскопията. Ако при пациент се открие намалено зрение след използване на амиодарон или тамоксифен трябва да се помисли за оптична невропатия. Диференциалната диагноза включва болестта на Фабри, което е разстройство на сфинголипидния метаболизъм. Вихровата кератопатия изглежда по един и същи начин при двете състояние, затова е необходим интердисциплинарен клиничен подход за диференцирането им.

## Лечение
За премахване на натрупванията в роговицата някои автори предлагат медикамента Cysteamine. Обикновено такова лечение не се провежда, тъй депозитите отзвучават от 3 до 20 месеца след прекратяване на употребата на отговорните агенти.

## Прогноза
Важно е да се запознаят с тези асоциации както пациентите, така и лекарите от първичната медицинска помощ или специалистите-кардиолози, предписали системното лекарство. Вихровата кератопатия може да бъде предвестник на увреждане на очната леща, на зрителния нерв или други ретинални промени, които да доведат до трайно и сериозно зрително увреждане. Най-често лекарството трябва да бъде заменено или намалена дозировката му.